# Cnemidophorus splendidus
Cnemidophorus splendidus — вид ящірок родини теїдових (Teiidae). Ендемік Венесуели.

## Поширення і екологія
Cnemidophorus splendidus мешкають в штаті Фалькон на північному заході Венесуекли, можливо також в сусідніх районах Колумбії. Вони живуть в сухих колючих тропічних лісах і чагарниках.